# Савчинський Леонід Опанасович
Савчинський Леонід Опанасович (30 жовтня 1879 — ?) — полковник Армії УНР.

## Життєпис
Народився на Поділлі.
Закінчив гімназію, Київське піхотне юнкерське училище (у 1900 році), служив у 74-му піхотному Ставропольському полку. Закінчив Олександрівську військово-юридичну академію за 1-м розрядом. Станом на 1 січня 1910 року — капітан, помічник голови військово-прокурорського нагляду Варшавського військового округу. З 10 квітня 1911 року — підполковник. З 22 квітня 1911 року — військовий слідчий Київського військового округу. Останнє звання у російській армії — полковник.
У 1918 році — голова суду 4-ї кінної дивізії Армії Української Держави. У 1919 році — юрисконсульт Головного управління постачання Військового міністерства УНР. З 25 липня 1919 року — начальник канцелярії управління 2-го помічника Військового міністра УНР у справах постачання.
Доля після листопада 1919 року невідома.